# Rajka (stacja kolejowa)
Rajka (węg: Rajka vasútállomás) – stacja kolejowa w Rajce, w komitacie Győr-Moson-Sopron, na Węgrzech. Dawne przejście graniczne na granicy węgiersko-słowackiej. Stacja została otwarta 6 listopada 1891, kiedy otwarto linię do Bratysławy. Obecny budynek dworca został zaprojektowany przez Gyula Szabados w 1976 roku.

## Linie kolejowe
- Linia kolejowa 1 Budapest–Hegyeshalom–Rajka
- 132 Bratysława – Rajka